# Bohdalůvka
Bohdalůvka byla středověká vesnice ležící asi 1,8 km severoseverovýchodně od obce Holštejn v okrese Blansko na území Drahanské vrchoviny. Vznikla ve druhé polovině 13. století jako krátká dvouřadá lesní lánová osada a zanikla pravděpodobně během husitských válek v první polovině 15. století. První písemná zmínka pochází z roku 1463, kdy se objevila ve sporu mezi Machnou z Valdštejna a Půtou ze Sovince a Doubravice. Roku 1492 je již uváděna jako pustá a naposledy zmíněna roku 1592, kdy byla připojena k rájeckému panství. Archeologické nálezy, včetně keramických fragmentů a pozůstatků staveb, dokládají její zánik požárem. Dnes jsou v lokalitě patrné terénní relikty, jako vyvýšeniny po usedlostech, prohlubně po sklepech a fragmenty mazanice.

## Historie
Bohdalůvka vznikla ve druhé polovině 13. století jako součást kolonizačního úsilí na území Holštejnského panství. První písemná zmínka pochází až z roku 1463, kdy Machna z Valdštejna pohnala Půtu ze Sovince a Doubravice, tehdejšího majitele hradu Holštejn, za protiprávní držení několika vesnic, včetně Bohdalůvky. V roce 1492 je Bohdalůvka uváděna jako pustá, společně s dalšími osadami, jako například Sloup, Šošůvka, Gadišina nebo Svatoňůvka. Roku 1592 se naposledy objevuje v historických pramenech pod názvem "Bohdalevsko", kdy ji jako pustou koupil od Jana z Pernštejna Bernard Drnovský z Drnovic a připojil ji k rájeckému panství.

## Archeologický výzkum
Archeologické výzkumy potvrdily, že Bohdalůvka byla typickou krátkou dvouřadou lesní lánovou osadou s přibližně čtrnácti staveními, sedmi na každé straně. Ves měla délku asi 155 metrů a vzdálenost mezi řadami usedlostí činila přibližně 50–60 metrů. V reliktu stavení č. 1 byl nalezen hrot šípu s tulkou, což naznačuje možné vojenské události spojené se zánikem vsi. Keramické nálezy datují existenci osady do druhé poloviny 13. století až do konce 14. století. Nejmladší keramika naznačuje, že ves zanikla během husitských válek, pravděpodobně v důsledku požáru. Archeologové také identifikovali pozůstatky plužiny a terénní relikty v okolí vsi. 

## Terénní pozůstatky
V lokalitě Bohdalůvky jsou patrné výrazné terénní relikty svědčící o původním osídlení. Mezi nejvýraznější patří vyvýšeniny se čtvercovým nebo obdélníkovým půdorysem o rozměrech 4–8 metrů, které odpovídají základům bývalých usedlostí. Na některých vyvýšeninách byly nalezeny stopy po pecích nebo sklepech. Trychtýřovité prohlubně o průměru 2,5–3,5 metru a hloubce 1–1,5 metru naznačují místa bývalých sklepů nebo studní. V okolí byly také nalezeny fragmenty stavebního kamene a vypálené mazanice. V polích lze za určitých podmínek spatřit tmavší nebo světlejší skvrny v půdě, které odpovídají místům bývalých staveb. Tyto stopy jsou patrné zejména při leteckém snímkování nebo na nezoraných polích po dešti.

## Současný stav
Lokalita Bohdalůvky se nachází na lesní louce Bohdalevská, asi 1,4 km jihozápadně od dnešního Houska. Terénní relikty jsou částečně zachovány, ale lokalita nebyla dosud systematicky archeologicky prozkoumána.